# Manuel del Socorro Rodríguez
Manuel del Socorro Rodríguez, né le 3 avril 1758 à Bayamo et mort le 3 juin 1819 à Bogota, est un journaliste cubain. Il est considéré comme le fondateur du journalisme en Colombie.